# Althütte
Althütte település Németországban, azon belül Baden-Württembergben. Lakosainak száma 4239 fő (2023. december 31.).

## Népesség
A település népessége az elmúlt években az alábbi módon változott:
| Lakosok száma | 2086 | 2397 | 2863 | 3271 | 3515 | 3746 | 4048 | 4177 | 4060 | 4239 |
|               | 1961 | 1967 | 1974 | 1980 | 1987 | 1993 | 2000 | 2006 | 2013 | 2023 |